# Yeongjo
Yeongjo (en coréen : 영조), né le 13 septembre 1694 ou 31 octobre 1694 à Séoul et mort le 22 avril 1776 ou le 22 avril 1776 dans la même ville, est le vingt-et-unième roi de Corée en période Joseon.
Il a régné du 16 octobre 1724 jusqu'à sa mort en 1776. Il est le deuxième fils du roi Sukjong et succède à son frère aîné Gyeongjong. Avec ses plus de 51 ans de règne il est le roi qui a gouverné Joseon le plus longtemps.

## Biographie

### Jeunes années
Yeongjo, de naissance Yi Geum (en hangeul: 이금, et en hanja: 李昑) est né en 1694.

### Accès au pouvoir et règne
Il devient roi de Joseon à la mort de son frère aîné Gyeongjong le 16 octobre 1724.

## Famille
- Père : Sukjong
  - Grand-père : Hyeonjong
  - Grand-mère :
- Mère : 
  - Grand-père :
  - Grand-mère :
- Frères et sœurs
  - Princesse (27 avril 1677 – 13 mars 1678)
  - Princesse (23 octobre 1679 – 1679)
  - Gyeongjong (20 novembre 1688 – 11 octobre 1724) (이윤)
  - Prince Seongsu (1690 – 1690) (성수)
  - Prince Yeongsu (1693 – 1693) (영수군)
  - Prince (1698–1698)
  - Prince Yeollyeong (13 juin 1699 – 2 octobre 1719) (이훤 연령군)
  - Princesse (1707 – ?)
- Épouses et descendances

## Nom complet
- Avant 1899 :
  - 영종지행순덕영모의열장의홍륜광인돈희체천건극성공신화대성광운개태기영요명순철건건곤녕익문선무희경현효대왕
  - 英宗至行純德英謨毅烈章義弘倫光仁敦禧體天建極聖功神化大成廣運開泰基永堯明舜哲乾健坤寧翼文宣武熙敬顯孝大王
- Depuis 1899
  - 영조장순지행순덕영모의렬장의홍윤광인돈희체천건극성공신화대성광운개태기영요명순철건건곤영배명수통경력홍휴중화융도숙장창훈정문선무희경현효대왕
  - 英祖至行純德英謨毅烈章義弘倫光仁敦禧體天建極聖功神化大成廣運開泰基永堯明舜哲乾健坤寧配命垂統景曆洪休中和隆道肅莊彰勳正文宣武熙敬顯孝大王

## Dans la culture populaire
- Interprété par Kim Sung-won en 1988 dans la série 500 Years of Joseon : The Memoirs of Lady Hyegyeong de MBC
- Interprété par Park Geun-hyung en 1998 dans la série The King's Road de MBC.
- Interprété par Choi Bool-am en 1998 dans la série Hong Guk Young de MBC.
- Interprété par Jo Min-ki en 2002 dans la série Inspector Park Moon So de MBC.
- Interprété par Lee Tae-ri en 2002 dans la série Jang Hee Bin de KBS.
- Interprété par Kim Sung-gyum en 2007 dans la série Eight Days, Assassination Attempts against King Jeongjo de CGV.
- Interprété par Lee Soon-jae en 2007 dans la série Lee San, Wind of the Palace de MBC.
- Interprété par Lee Hyung-suk et Lee Seon-ho en 2010 dans la série Dong Yi de MBC.
- Interprété par Jeon Gook-hwan en 2011 dans la série Warrior Baek Dong-soo de SBS.
- Interprété par Han Suk-kyu en 2014 dans la série Secret Door de SBS.
- Interprété par Song Kang-ho en 2015 dans le film The Throne.
- Interprété par Yeo Jin-goo en 2016 dans la série The Royal Gambler de SBS.
- Interprété par Ryu Tae-joon en 2017 dans le film The Age of Blood.
- Interprété par Jung Il-Woo en 2019 dans la série Haechi de SBS.
- Interprété par Lee Deok-hwa en 2021 dans la série The Red Sleeve Cuff de MBC.